# Ястребац (община Буяновац)
Вижте пояснителната страница за други значения на Ястребац.
Ястребац (на сръбски: Јастребац или Jastrebac) е село в община Буяновац, Пчински окръг, Сърбия.

## История
В края на XIX век Ястребац е село в Прешевска кааза на Османската империя. Според патриаршеския митрополит Фирмилиан в 1902 година в Ястребац има 15 сръбски патриаршистки къщи.
Според преброяването на населението от 2002 г. селото има 19 жители.

### Население
- 1948 – 96
- 1953 – 95
- 1961 – 92
- 1971 – 79
- 1981 – 49
- 1991 – 25
- 2002 – 19

### Етнически състав
Данните за етническия състав на населението са от преброяването през 2002 г.
- сърби – 19 жители (100%)